# Anzoátegui
Anzoátegui és un dels 23 estats en què és dividida Veneçuela. La capital de l'estat és Barcelona. Va rebre aquest nom pel gran heroi de la independència, José Antonio Anzoátegui (1789-1819).

## Municipis i seus municipals
- Anaco (Anaco)
- Aragua (Aragua de Barcelona)
- Diego Bautista Urbaneja (Lechería)
- Fernando de Peñalver (Puerto Píritu)
- Francisco de Carmen Carvajal (Valle de Guanape)
- Francisco de Miranda (Pariaguán)
- Guanta (Guanta)
- Independencia (Soledad)
- José Gregorio Monagas (Mapire)
- Juan Antonio Sotillo (Puerto la Cruz)
- Juan Manuel Cajigal (Onoto)
- Libertad (San Mateo)
- Manuel Ezequiel Bruzual (Clarines)
- Pedro María Freites (Cantaura)
- Píritu (Píritu)
- San José de Guanipa (San José de Guanipa / El Tigrito)
- San Juan de Capistrano (Boca de Uchire)
- Santa Ana (Santa Ana)
- Simón Bolívar (Barcelona)
- Simón Rodríguez (El Tigre)
- Sir Artur McGregor (El Chaparro)